# Gossengraben
Der Gossengraben ist ein rechter Zufluss der Feldkahl im Landkreis Aschaffenburg im bayerischen Spessart.

## Geographie

### Verlauf
Der Gossengraben entspringt nördlich von Feldkahl. Er fließt in südwestliche Richtung und mündet am westlichen Ortsrand von Feldkahl in die Feldkahl.

### Flusssystem Kahl
- Liste der Fließgewässer im Flusssystem Kahl